# 雷電戰鬥機
雷电（雷電，らいでん）戰鬥機，是第二次世界大战日本帝国海军配備的攔截機（局地戰鬥機，乙戰），日軍代號“J2M”，盟军代號“Jack”。
雷電是得到中國戰場的戰鬥經驗回饋後開發作為空軍基地防禦的攔截機，和日本帝國海軍既往的戰鬥機相比，雷電強調爬升速度、極速與火力，但航程較短。但雷電因為技術問題無法克服，性能一直沒有達成最初設計目標，因此產量不多，而攔截任務後來則由紫電系列戰鬥機接替。

## 开发过程

### 构思
1939年（昭和14年）9月，日本帝国海軍面对了中国战场的轰炸机襲擾多次重損，在十二試艦戰開發告一段落之後，指名“三菱重工”为其开发一款名为“十四试局地战斗机”的攔截機，三菱重工將任務交由堀越二郎團隊負責。昭和15年（1940年）4月，十四試局戰開發計畫書上繳，提出的技術規格有：
- 速度：6,000公尺高度時的速度为每小时325節（約601.9km/h）以上，最好能达到每小时340節（約629.7km/h）
- 爬升能力：5分30秒内達6,000公尺，升限11,000公尺以上。
- 續航力：標準任務高度、極速狀況、正規酬載可有42分鐘航程（410公里）
- 武備：2挺20公厘空用機砲、2挺7.7公厘空用機槍
- 其它要求：駕駛座後方需配備防彈鋼板

### 研製
为了确保爬升力和速度，飛機需要有更強動力的引擎，而當時三菱可以運用的僅有配備在轟炸機上的火星引擎，為了降低發動機阻力，十四試局戰設計了一種類似紡錘狀的機身，讓發動機放置靠近機身中段，並以流線的發動機外罩降低阻力；為了配合機身，三菱開發了螺旋槳傳動軸較長並加裝強制冷卻風扇的的火星十三型發動機（離陸輸出功率1,530匹馬力`/2,450rpm）。十四試局戰在1941年7月評估導入裝設甲醇水注入噴射裝置的火星二三型引擎（離陸輸出1,820匹馬力／2,600rpm），12月確定此改變設計計畫，因此研發代號更換為十四式局戰改；1942年2月，使用火星十三型的十四試局戰（J2M1）首飛，該機測試數據時速556公里，採用三葉可變螺距螺旋槳，雖然不及軍方需求，但三菱預估這個技術表現已經過關，開發團隊大獲鼓舞，認為動力增加20%的火星二三型可以達成軍方的技術規格。
在1942年10月，十四試局戰改（1943年8月，試製雷電）出廠，測試最大動力輸出時卻發現發動機出現預期以外的劇烈振盪狀況，雖然團隊嘗試鋪設減震材料，但並沒有解決問題。也由於振盪使得飛機無法全速測試，開發陷入瓶頸；在經過將近1年的測試後，才確定是螺旋槳和發動機的震動產生了共振，解決方案則是改變螺旋槳變速箱的減速比（0.54->0.5）避免共振現象再度發生。除了振盪問題，試製雷電配備的電動起落架也有設計瑕疵，在昭和18年（1943年）6月16日測試飛官帆足工上尉便因起落架養護不確實加上設計瑕疵，使得起落架壓彎，在降落時發生意外，帆足工上尉因此殉職。
除了螺旋槳與引擎的共振，較長的螺旋槳傳動軸在設計出就存在著較大振動的隱患，在十四式局戰改並未根治；同時後來又發現發動機螺旋槳與機體可能會有共振現象，因此加厚了螺旋槳尺寸避免問題出現。除了共振，在測試期間也發現潤滑油過熱問題，因此加大潤滑油散熱風扇開口，然而增加了機首正面散熱口面積後卻導致座艙視野更加惡化，視野問題則是以抬高座艙化解，然而調整座艙設計後擋風玻璃與後機身又得重新調整。這些技術瑕疵再三的拉長十四試局戰的設計時程。到1943年9月，十四試局戰改才通過測試進入量產，定名雷電一一型（J2M2），試製雷電則在1944年2月撥交海軍第三八一海軍航空隊換裝訓練。但是海軍立刻發現火星二三型的最大出力難以達成，高空性能仍然未達標準，而且電動起落架還是有故障率高的問題。三菱雖然提出更換引擎的構想，但為了盡快進入量產，因此先期只進行機械結構改良，主力服役的改良型稱為雷電二一型（J2M3），大部分皆在1944年才開始量產。而雷電戰機在時速580公里以上可以保持控制的操作性讓日本海軍開始得到可與盟軍進行高速作戰的機種。
雖然三菱原本計畫在1943年底停止零戰產線，將產能分配給新型戰機（雷電、烈風），但是三菱的新型戰機都陷入研發不順的狀況，使得既有產線無法全面切換；為了增加產能，三菱提出自臺灣動員學徒兵生產戰機的構想，這些學徒兵在新設置的神奈川工廠接受訓練，並產製雷電戰機。原本三菱計畫從臺灣招募25,000位學徒兵，但這指標最後未能達成，但至少有8,400位12至14歲的學徒兵到日本製造戰機。  這些學徒兵後來仍有繼續集會紀念，其中較為出名的人為台灣高座會總會長李雪峰。
| 三菱飛機名古屋工廠的雷電量產狀況 |     |     |     |     |     |     |     |     |      |      |      |      |     |
| 年分                             |     |     |     |     |     |     |     |     |      |      |      |      |     |
| 1月                              | 2月 | 3月 | 4月 | 5月 | 6月 | 7月 | 8月 | 9月 | 10月 | 11月 | 12月 | 總計 |     |
| 1942                             |     |     | 1   | 1   | 1   | 2   | 2   | 1   | 1    | 1    | 1    | 2    | 13  |
| 1943                             |     |     | 1   | 2   | 0   | 0   | 3   | 4   | 5    | 16   | 21   | 22   | 90  |
| 1944                             | 17  | 26  | 9   | 22  | 39  | 44  | 34  | 22  | 16   | 20   | 18   | 7    | 274 |
| 1945                             | 17  | 12  | 29  | 16  | 0   | 8   | 7   | 27  |      |      |      |      | 116 |
| 總計                             |     |     |     |     |     |     |     |     |      |      |      |      | 543 |

| 三菱飛機神奈川工廠生產狀況 |     |     |     |     |     |     |     |     |      |      |      |      |     |
| 年分                       |     |     |     |     |     |     |     |     |      |      |      |      |     |
| 1月                        | 2月 | 3月 | 4月 | 5月 | 6月 | 7月 | 8月 | 9月 | 10月 | 11月 | 12月 | 總計 |     |
| 1944                       |     |     |     |     | 1   | 0   | 0   | 1   | 2    | 3    | 4    | 6    | 17  |
| 1945                       | 13  | 8   | 23  | 15  | 10  | 20  | 22  | 0   |      |      |      |      | 111 |
| 總計                       |     |     |     |     |     |     |     |     |      |      |      |      | 128 |

在1944年12月盟軍轟炸日本本土後，雷電戰機的產能也因此受挫；組裝工廠在轟炸中損失較小，但是機身製造工廠遭到摧毀，使得1945年後雷電產量無法繼續增加。

## 作戰
待雷電撥交部隊時，日本迎戰的攔截目標已經是配備渦輪增壓器，可在1萬公尺高空巡航的四發動機大型轟炸機，雷電的高空性能仍然不足。同時面對大型轟炸機，7.7公厘機槍破壞力顯然不足，因此在主要量產的二一型後已經比照新型戰機採用全20公厘機砲佈局。在九九式長槍管版（二號砲）量產總量不足時，雷電曾一度是長短管版混合配置，但是在產能穩定後便全部換用長槍管版本。
雷電對作戰部隊另一個詬病之處，在於對戰鬥機的作戰能力不足，尤其在1944年初極速比雷電更加優秀的紫電改測試對比後，問題更加凸顯，雖然大本營一度計畫讓三菱停止研製海軍戰機要求全面代工紫電改，但因為盟軍轟炸日本本土，使工廠間要調整更加困難，且紫電改的發動機是日本直到戰敗都還沒完全解決的問題，該決策最後並未定案。
首個換裝雷電的部隊是駐紮在印尼的第三八一海軍航空隊，主要任務是防禦巴厘巴板油田。由於在燃料較不匱乏的產油地，三八一航空隊的訓練較為紮實，且對抗盟軍的主力機種（B-24、B-25與護航的P-38）戰鬥適性堪稱勝任；之後換裝的部隊主要是日本國內的防禦攔截機單位，包括第三〇二海军航空队（厚木、東京防禦）、第三三二海军航空队（岩國基地、鳴尾基地，本州西部防禦）、第三五二海军航空队（大村基地，九州防禦）、台南航空隊（台灣防禦），此外幾個主要軍港下屬航空隊也配備了雷電。曾駕駛雷電的知名王牌飛行員包括了小園安名、赤松貞明。
虽然“雷电”在日本海军里的评价不算很高，但是因为其宽阔的座舱和优秀的速度等原因使得部分美军的测试报告给出了相对不错的评测。
在日本戰敗後，美軍索討了一架初期量產版本的雷電二一型，飛機製造編號3008，美軍代號S12，美軍測試時運用辛烷值92航空汽油配合輸出正常的甲醇注水噴射裝置，曾達成時速671公里、爬升至6,100公尺高度耗時5分10秒的成績。但是該成績在後來日本方面考證後，了解其測試時機體總重為3,315公斤，屬於日本定義的輕荷狀態；在標準負荷（裝上副油箱，總重3,682公斤）時，極速是385節（620公里），則與日本海軍航空本部要求的性能相近。
目前存世的雷電並非美軍索討的3008號機，而是在菲律賓被美軍擄獲的初期量產版雷電二一型，製造編號3014，為三八一海軍航空隊所有。它目前存放在美国的加利福尼亞州“名机博物馆”。塗裝則改造為三〇二海軍航空隊的六〇一戰鬥機小隊風格，並塗上屬於厚木基地的「ヨD-1158」編號。

## 性能
| 型号         | 雷电二一型                    | 雷电三三型                    |
| ------------ | ----------------------------- | ----------------------------- |
| 编号         | J2M3                          | J2M5                          |
| 全宽         | 10.8m                         | 10.8m                         |
| 全长         | 9.695m                        | 9.945m                        |
| 全高         | 3.945m                        | 3.945m                        |
| 机翼面积     | 20m2                          | 20m2                          |
| 机翼负荷能力 | 175.35 kg/m2                  | 174.1 kg/m2                   |
| 机身自重     | 2,460 kg                      | 2,510 kg                      |
| 战斗全重     | 3,435 kg                      | 3,482 kg                      |
| 发动机       | 火星二三型乙（1,900马力）     | 火星二六型甲（1,820马力）     |
| 最高速度     | 587 km/h（高度5,300m）        | 615 km/h（高度6,800m）        |
| 爬升力       | 6,000m 约6分14秒              | 6,000m 约6分20秒              |
| 最高俯冲速度 | 740.8 km/h                    | 740.8 km/h                    |
| 续航能力     | 2,519 km（装备外油箱）        | 1898 km                       |
| 武装         | 4挺20mm航空炮（各190～210发） | 4挺20mm航空炮（各190～210发） |
| 炸弹         | 30-60kg炸弹2发                | 30-60kg炸弹2发                |

## 机型
十四试局地战斗机（J2M1）
安装了“火星一三型”（1,400hp）的试作型号，在机翼内装有2挺20mm九九式航空機炮外加机头的2挺7.7mm九七式机枪。
十四试局地战斗机改/试制雷电（J2M2）
换装了加入“水甲醇注射器”和“燃料注射装置”的“火星二三甲型”发动机（1,820hp），装备了20mm“九九式二号三型”航空機炮，在主翼上有内部弹夹水滴型的突出部分。
一一型（J2M2）
“十四试局地战斗机改”（试制雷电）的量产型，在机翼内部的油箱里安装了“自动灭火装置”。
二一型/试制雷电改（J2M3）
在翼内安装了4挺20mm航空機炮（弹链供弹），在机体油箱内部做了防弹处理，还有统一用了“九九式二号”20mm航空機炮的二一甲型（J2M3a）试作机。
三二型（J2M4）
安装了“火星二三丙型”（1,820hp）发动机的高空型，在生产过程中被分为了“海军航空技术厂”型和“三菱重工”型。“三菱重工”的产品把翼内的两挺20mm炮改成了装在驾驶座后方的20mm倾斜炮（保持在了70度），纯粹为试作机用，而“海军航空技术厂”（空技厂）的部分量产机则送往了前线。
三三型（J2M5）
换装了“火星二六型”（1,820hp）发动机，改善了视野和高空速度，但是比一一型（J2M2）和二一型（J2M3）的航程减少了一半。在战争后期，少数三三型被配给了“第三〇二海军航空队”和“第三三二海军航空队”。三三甲型（J2M5a）试作机与二一型和三一型一样统一使用了“二号”20mm航空機炮，并且增加了弹药携带数量。
三一型（J2M6）
1944年（昭和19年）以后“三菱重工”生产的主要型号。三一甲型（J2M6a）与二一型和三三型一样统一使用了“二号”20mm航空機炮，纯为试作机。
二三型（J2M7）
在“雷电”二一型（J2M3）的基础上换装了“火星二六型”发动机，未投入生产。

## 流行文化

### 電子遊戲
- 《戰爭雷霆》
- 《應徵入伍》

## 备注
1. ↑  http://therunagatesclub.blogspot.tw/2008/06/shonenko-taiwanese-boys-who-built.html （页面存档备份，存于） 'Shonenko': Kuo's documentary about Taiwanese boys who built Mitsubishi aircraft as Japan's defences crumbled
2. ↑  http://ipixels.net/twff/shonenko-En.html （页面存档备份，存于） 'Shonenko' at the Taiwan Film Festival
3. ↑  http://www.quietsummer.com/Emeraldhorizon/SBackgroundE.html （页面存档备份，存于） 'Shonenko' (2006) - a documentary film by Liang-Yin Kuo
4. ↑  高野華恵 「日本は私たちを忘れなかった」台湾の元少年工に勲章伝達 （页面存档备份，存于） 中央通訊社 2013/06/17
5. ↑  USSBS, Appendix G., p. 61–64
6. ↑  USSBS, Appendix B., p. 6
7. ↑   (PDF).   [2019-01-19]. （原始内容存档 (PDF)于2013-05-22）.
8. ↑  [.   [2010-09-08]. （原始内容存档于2010-09-18）. ]